# Бэйкер, Лена
Лена Бэйкер, (англ. Lena Baker) (8 июня 1901 года — 5 марта 1945 года) — афроамериканка, казнённая  на электрическом стуле в штате Джорджия в 1945 году за убийство. В 1944 году она убила своего работодателя, 67-летнего Эрнеста Найта. Она утверждала, что он запер её на мельнице и пытался убить, но она выхватила у него оружие и выстрелила первой.

## Биография
Бэйкер родилась и выросла в Катберте, штат Джорджия, в семье бедных чернокожих испольщиков. Её мать, Куини, работала на фермера, собирая хлопок.
В возрасте 20 лет Лена стала зарабатывать деньги, «развлекая господ». Однако в то время межрасовые отношения в Джорджии были незаконны, поэтому Лену на несколько месяцев отправили в исправительно-трудовой лагерь. После освобождения она была отвергнута чернокожими и из-за этого стала алкоголичкой. У неё было трое детей.
В 1941 году Эрнест Найт нанял Лену Бэйкер, чтобы она ухаживала за ним после того, как он сломал ногу. В городе Найт считался жестоким, грубым человеком. Он был неудавшимся фермером, работал управляющим на мельнице и всегда носил с собой оружие. Он давал Бэйкер алкоголь в обмен на секс, и об этих отношениях знал весь город.
Старший сын уговорил Найта переехать во Флориду, надеясь таким образом прекратить отношения отца и чернокожей служанки. Однако Бэйкер вскоре тоже приехала к ним на юг. Сын приказал ей убираться, но Найт последовал за ней и вернулся в Катберт.

## Убийство
Ночью 30 апреля 1944 года Лена Бэйкер сказала шерифу, что убила Найта. Она была так пьяна, что ей пришлось двое суток отсыпаться, чтобы дать показания.
Лена тогда рассказала свою версию событий. Найт пришел к ней в дом пьяный и вынудил её пойти с ним на мельницу. Они разругались, и Найт запер её на несколько часов, а потом сказал, что убьет её. Завязалась борьба, Лена выхватила у него пистолет и выстрелила ему в голову. Он скончался на месте, свидетелей этому не было. Бэйкер утверждала, что она оборонялась.
Лена Бэйкер была обвинена в тяжком убийстве, караемом смертной казнью и предстала перед судом 14 августа 1944 года. Все присяжные — белые мужчины, признали её виновной. Губернатор предоставил Лене 60-дневную отсрочку, чтобы Комиссия по помилованию могла рассмотреть её дело, но её прошение было отклонено. В марте 1945 года её казнили.
В 2001 году члены семьи Бэйкер подали прошение о помиловании, считая, что первый приговор был расистским. В 2005 году её амнистировали, снизив обвинения до непредумышленного убийства.

## В массовой культуре
- В 2008 году о жизни Лены Бейкер был снят художественный фильм «Невыдуманная история Лены Бейкер»[англ.].